# ویکی‌سفر فرانسوی
ویکی‌سفر فرانسوی نسخهٔ زبان فرانسوی وب‌گاه ویکی‌سفر است؛ که در تاریخ ۳ اکتوبر ۲۰۱۳ ایجاد گردید.

## تاریخچه
نسخه زبان فرانسوی ویکی‌سفر هم اکنون، با بیش از ۶۲۹۱ راهنمای سفر، در ردهٔ پنجم ویکی‌سفرها قرار دارد.